# بی‌دینی در اسرائیل
بی دینی در اسرائیل موجود اما غیرمعمول است. اگرچه جامعه یهودیان اسرائیل وقتی با بقیه خاورمیانه مقایسه می‌شود به شدت سکولار هستند، ولی به دلیل اهمیت ایمان سازمان یافته در زندگی دولتی، بی‌دینی کامل کمیاب است. حدود ۲۰ درصد از یهودیان اسرائیل به خدایی اعتقاد ندارند و حدود ۱۵ درصد ادعا می کنند که هیچ اعمال مذهبی را رعایت نمی کنند. جامعه عرب اسراییل بسیار مذهبی تر است.